# Atomaria gilvipennis
Atomaria gilvipennis is een keversoort uit de familie harige schimmelkevers (Cryptophagidae). De soort is voor het eerst wetenschappelijk beschreven in 1900 door Thomas Lincoln Casey.